# يادو
بلدية يادو (بالإسبانية: Lladó) هي بلدية تقع في مقاطعة جرندة التابعة لمنطقة كتالونيا شمال شرق إسبانيا.

## الديموغرافيا
بلغ عدد سكان بلدية يادو 713 نسمة عام 2011 (وفقاً للمعهد الوطني الإسباني للإحصاء).
| 498 | 504 | 525 | 562 | 605 | 662 | 713 |